# Cagnolino (nuoto)

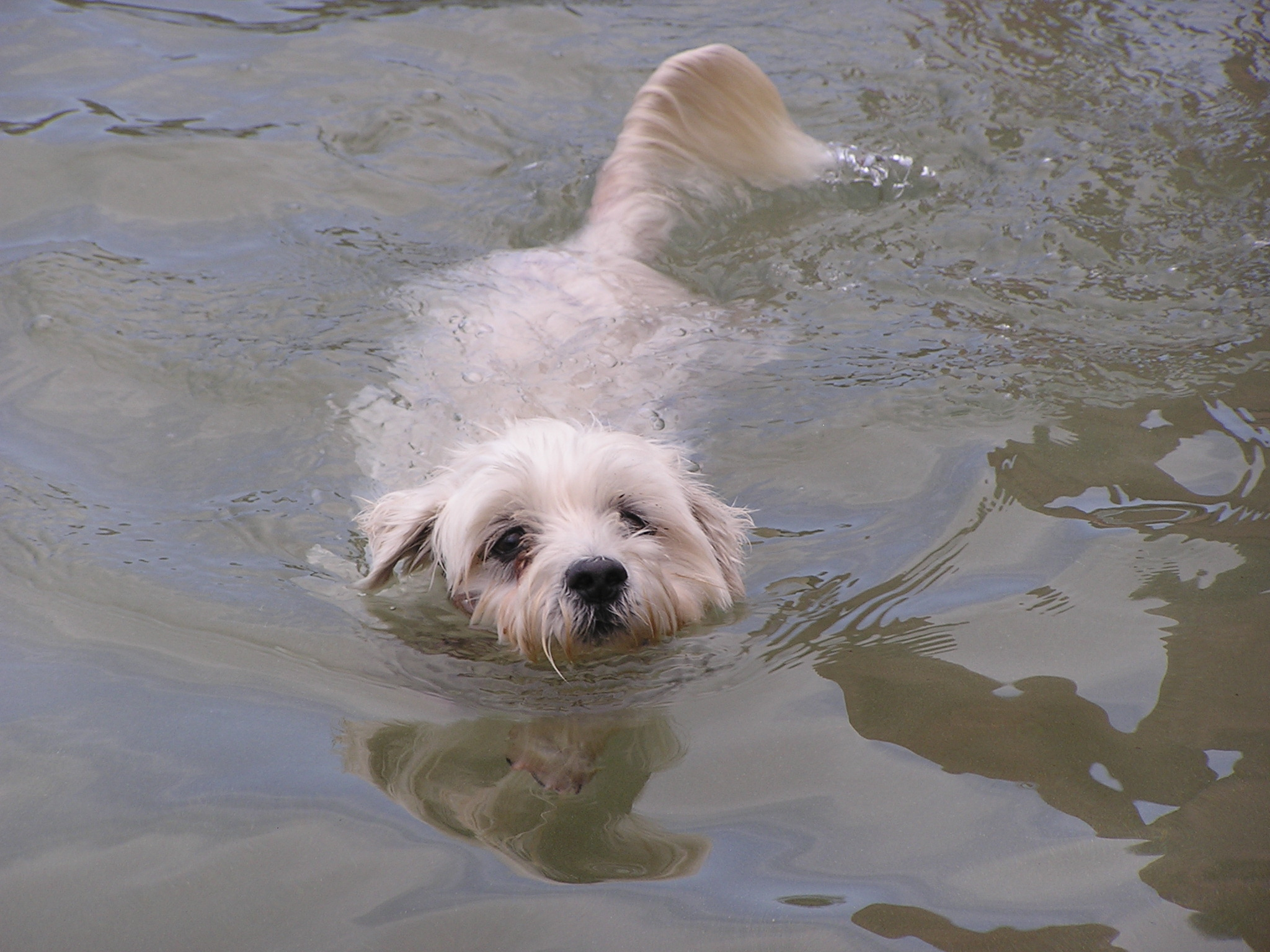
Un cane che nuota, nello stile a cui dà il nome.

Lo stile cagnolino è un semplice stile del nuoto a livello amatoriale e non agonistico, in quanto il suo unico scopo è il galleggiamento e l'avanzamento senza porre alcuna attenzione alla velocità.

## Descrizione del movimento
Consiste nel mantenersi a galla, come farebbe un cane, spingendo alternativamente con gambe e braccia in modo da sostenersi con il viso fuori dall'acqua. È importante far affondare leggermente il bacino per non inarcare eccessivamente la schiena per respirare.
Si ritiene sia il primo stile di nuoto intrapreso dagli uomini primitivi, probabilmente dedotto partendo dall'osservazione del nuoto di altri animali non acquatici. Alcune pitture rupestri trovate in Egitto sembrano raffigurare degli uomini che nuotano secondo questo stile.
Talvolta è inserito anche nella progressione didattica dei principianti, sia bambini, sia adulti, per via dell'autonomia che permette al soggetto in condizioni di difficoltà: non conoscendo altre tecniche di respirazione il bagnante può utilizzarlo senza problemi per raggiungere la corda, il bordo o qualsiasi altro punto di appoggio, in completa autonomia.
Il cagnolino è stato insegnato anche ai militari perché permette di avvicinarsi al nemico in modo silenzioso, a differenza degli altri stili classici.